# Pierre Louÿs
Pierre Félix Louis, mais conhecido como Pierre Louÿs, foi um poeta e romancista belga, nascido em Gand em 10 de Dezembro de 1870 e falecido em Paris em 6 de Junho de 1925.

## Obras
- Astarté, 1891

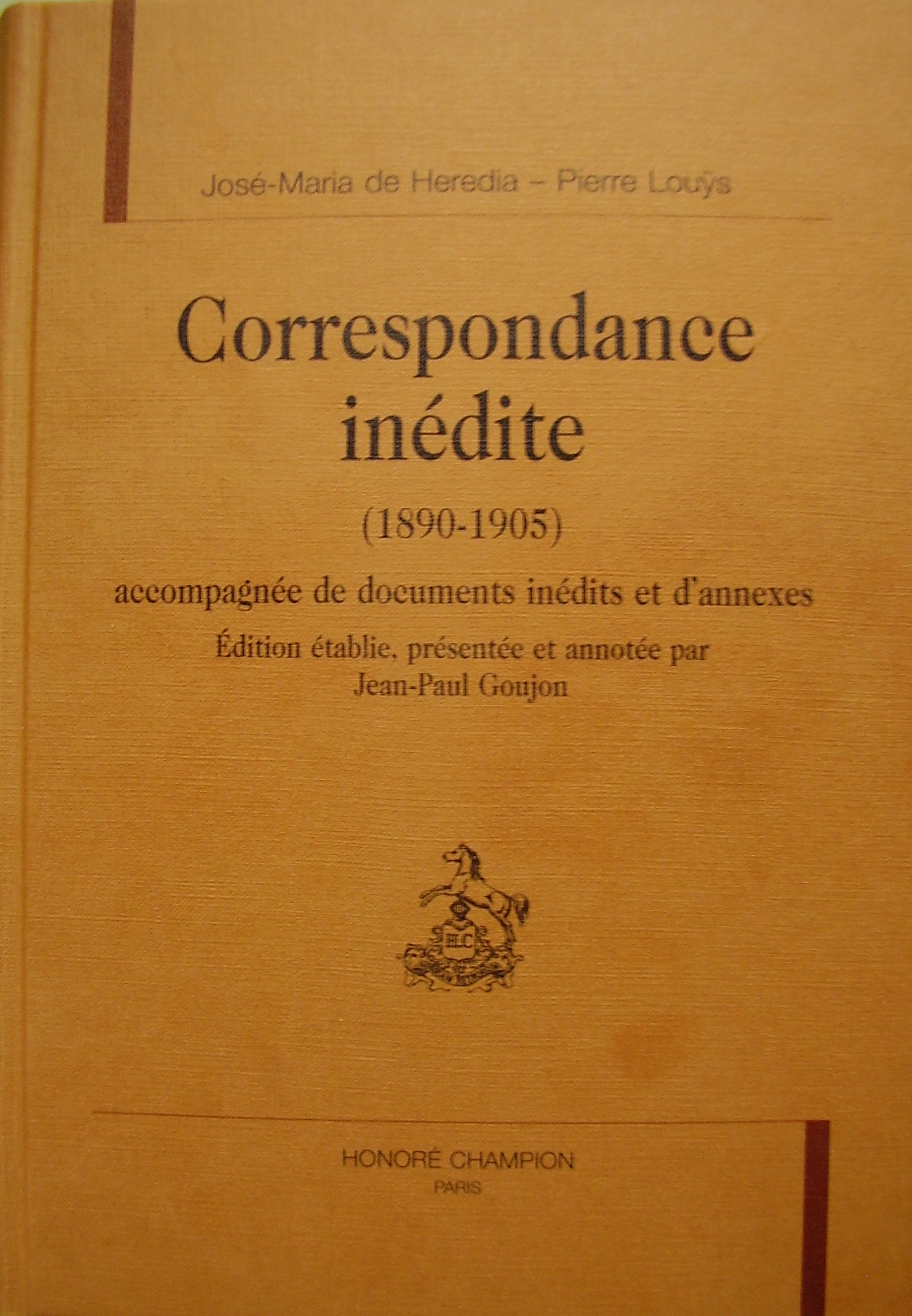
Correspondance inédite
Pierre Louÿs-José-Maria de Heredia

- Lêda ou la louange des bienheureuses ténèbres, 1894
- Ariane ou le chemin de la paix éternelle, 1894
- La Maison sur le Nil ou Les apparences de la vertu, 1894
- Les Chansons de Bilitis, 1894
- Danaë ou le malheur, 1895
- Aphrodite, 1896
- La Femme et le Pantin, 1898
- Byblis ou l'enchantement des larmes, 1898
- Les Aventures du roi Pausole, 1901
- Pervigilium Mortis (inédito), 1917
- Isthi, 1917
- Poëtique, 1917
- Manuel de civilité pour les petites filles à l'usage des maisons d'éducation, 1926
- Trois Filles de leur mère, 1926
- Pybrac, 1927
- Douze douzains de dialogues ou Petites scènes amoureuses, 1927
- Psyché, 1927
- Au Temps des Juges, 1933
- L'Île aux dames, esboço para um romance erótico
- Manuel de Gomorrhe, 1991